# Paul Hymans
Paul Hymans (ur. 23 marca 1865 w Elsene, zm. 8 marca 1941 w Nicei) – belgijski polityk związany z Partią Liberalną, prezydent Ligi Narodów w latach 1920−1921 i 1932−1933.
Z wykształcenia był prawnikiem, związanym z Université Libre de Bruxelles, gdzie był studentem a później profesorem. Jako polityk związany z Partią Liberalną, pełnił funkcję ministra sprawiedliwości Belgii oraz czterokrotnie funkcję ministra spraw zagranicznych. Razem z Charles’em de Broqueville i Emile Vanderveldem wprowadził w wyborach powszechne prawo wyborcze w myśl zasady „jeden człowiek jeden głos” oraz obowiązkowe kształcenie.
Po zakończeniu I wojny światowej reprezentował Belgię na konferencji wersalskiej. Przewodniczył obradom pierwszego Zgromadzenia Ligi Narodów (Genewa 15 listopada – 18 grudnia 1920). W okresie dwudziestolecia międzywojennego brał udział w tworzeniu unii ekonomicznej z Luksemburgiem (1921). Był też jednym z głównych architektów porozumienia z 1924 roku określanego jako Plan Dawesa. W 1928 roku podpisał w imieniu Belgii Pakt Brianda-Kellogga, zakazujący prowadzenia wojen (w praktyce agresywnych).
Był wolnomularzem i członkiem loży Wielki Wschód Belgii.
Zmarł 8 marca 1941 roku w Nicei, pochowany został na Cmentarzu Ixelles w Brukseli.

## Odznaczenia
- Wielka Wstęga Orderu Leopolda (Belgia)
- Krzyż Wielki Orderu Korony (Belgia)
- Order Skanderbega (Albania)
- Krzyż Wielki Narodowego Orderu Kondora Andów (Boliwia)
- Krzyż Wielki Orderu Daniły I (Czarnogóra)
- Krzyż Wielki Orderu Danebroga (Dania)
- Wielka Wstęga Orderu Muhammada Alego (Egipt)
- Krzyż Wielki Orderu Gwiazdy Etiopii (Etiopia)
- Krzyż Wielki Orderu Białej Róży (Finlandia)
- Krzyż Wielki Legii Honorowej (Francja)
- Krzyż Wielki Orderu Karola III (Hiszpania)
- Kawaler Krzyża Wielkiego Orderu Lwa Niderlandzkiego (Holandia)
- Wielki Oficer Orderu Korony (Iran)
- Krzyż Wielki Orderu Sokoła Islandzkiego (Islandia)
- Wielka Wstęga Orderu Wschodzącego Słońca (Japonia)
- Krzyż Wielki Orderu Boyacá (Kolumbia)
- Krzyż Wielki Order Zasługi Adolfa de Nassau (Luksemburg)
- Krzyż Wielki Orderu Trzech Gwiazd (Łotwa)
- Krzyż Wielki Orderu Świętego Olafa (Norwegia)
- Krzyż Wielki Orderu Słońca Peru (Peru)
- Order Orła Białego (Polska)
- Krzyż Wielki Orderu Chrystusa (Portugalia)
- Krzyż Wielki Orderu Narodowego Gwiazdy Rumunii (Rumunia)
- Krzyż Wielki Orderu Białego Orła (Serbia)
- Komandor Krzyża Wielkiego Królewskiego Orderu Wazów (Szwecja)
- Krzyż Wielki Orderu Świętego Grzegorza Wielkiego (Watykan)
- Wielka Wstęga Orderu Oswobodziciela (Wenezuela)
- Krzyż Wielki Orderu Świętego Apostolskiego Króla Węgier Stefana (Węgry)
- Krzyż Wielki Orderu Św. Michała i Św. Jerzego (Wielka Brytania)
- Krzyż Wielki Orderu Domowego Świętych Maurycego i Łazarza (Włochy)